# Yulián Anchico
José Yulián Anchico Patiño (Cúcuta, 28 maggio 1984) è un ex calciatore colombiano, di ruolo centrocampista.

## Palmarès

### Club

#### Competizioni nazionali
- Campionato colombiano: 4

Deportes Tolima: 2003-II
Ind. Santa Fe: 2012-I, 2014-II, 2016-II
- Súper Liga: 3

Ind. Santa Fe: 2013, 2015, 2017

#### Competizioni internazionali
- Coppa Sudamericana: 1

Ind. Santa Fe: 2015
- Coppa Suruga Bank: 1

Ind. Santa Fe: 2016